# Dane DeHaan
Dane William DeHaan (Allentown (Pennsylvania), 6 februari 1986) is een Amerikaans acteur. Hij werd in 2014 genomineerd voor de BAFTA Award voor grootste rijzende ster.

## Biografie

### Jeugd
DeHaan werd op 6 februari 1986 geboren in Allentown in Pennsylvania. Zijn vader, Jeff DeHaan, is computerprogrammeur en zijn moeder, Cynthia Boscia, heeft een leidinggevende functie bij de designfirma Knoll. Hij heeft een oudere zus, Meghann Carl. DeHaan volgde drie jaar hoger onderwijs aan de Emmaus High School in Emmaus in Pennsylvania en ten slotte nog één jaar aan de University of North Carolina School of the Arts in Winston-Salem. Daar studeerde hij in 2008 af.

### Carrière
DeHaan maakte in 2008 zijn Broadway-debuut als understudy voor Haley Joel Osment in het toneelstuk American Buffalo. Datzelfde jaar maakte hij zijn debuut op televisie met een gastrol in de Amerikaanse serie Law & Order: Special Victims Unit. Zijn eerste rol in een langspeelfilm kwam in 2010, toen hij speelde in het door John Sayles geregisseerde drama Amigo. DeHaans doorbraak kwam met de Amerikaanse televisieserie In Treatment, waarin hij de rol van Jesse D'Amato vertolkte. In 2011 was hij drie afleveringen te zien in True Blood als Timbo. Eén jaar later had DeHaan een hoofdrol in de sciencefictionfilm Chronicle en speelde hij verder mee in de gangsterfilm Lawless. Op 3 december 2012 maakte regisseur Marc Webb via Twitter bekend dat DeHaan de rol van Harry Osborn op zich zal nemen in het vervolg op The Amazing Spider-Man. In 2013 was hij een van de gezichten van de mannencampagne van het Italiaanse modehuis Prada.
In 2015 speelde hij de rol van James Dean in de film Life.

### Privéleven
In 2012 trouwde DeHaan met collega-actrice Anna Wood. Het stel kreeg in 2017 een dochter, gevolgd door een zoon op 28 mei 2020.